# Emil Nolde
Emil Nolde (7 d'agost de 1867 - 15 d'abril de 1956) va ser un dels més destacats pintors expressionistes alemanys. El seu crispat maneig del pinzell, la utilització de colors vius i estridents i les figures de rostres a manera de màscares pretenien provocar en l'espectador un xoc visual i emocional.
El seu veritable nom era Emil Hansen. Va estar molt influït per Vincent van Gogh, Edvard Munch i James Ensor. El viatge que va realitzar a Nova Guinea el 1913-1914 va fer que cristal·litzés en ell un gust per l'art tribal, que incloïa tremendes distorsions de les formes, models plans i violents contrastos de color.
Va canviar poc d'estil al llarg de la seva carrera i es va dedicar sobretot als paisatges i a les escenes d'interior amb figures humanes. Els seus paisatges, com Març (1916, Kunstmuseum, Basilea), són inquietants i amenaçadors. Les seves escenes amb personatges com El tabolaire (1919, Galeria Estatal, Hannover) presenten el rostre humà com una màscara grotesca que sempre revela amb cruesa emocions bàsiques. En obres com el tríptic La vida de santa Maria Egípcia (1912, Kunsthalle, Hamburg) busca una tornada a l'imaginari religiós i dona un tractament expressionista a les escenes del Nou Testament.

## Antisemita, nazi convençut i «artista degenerat»

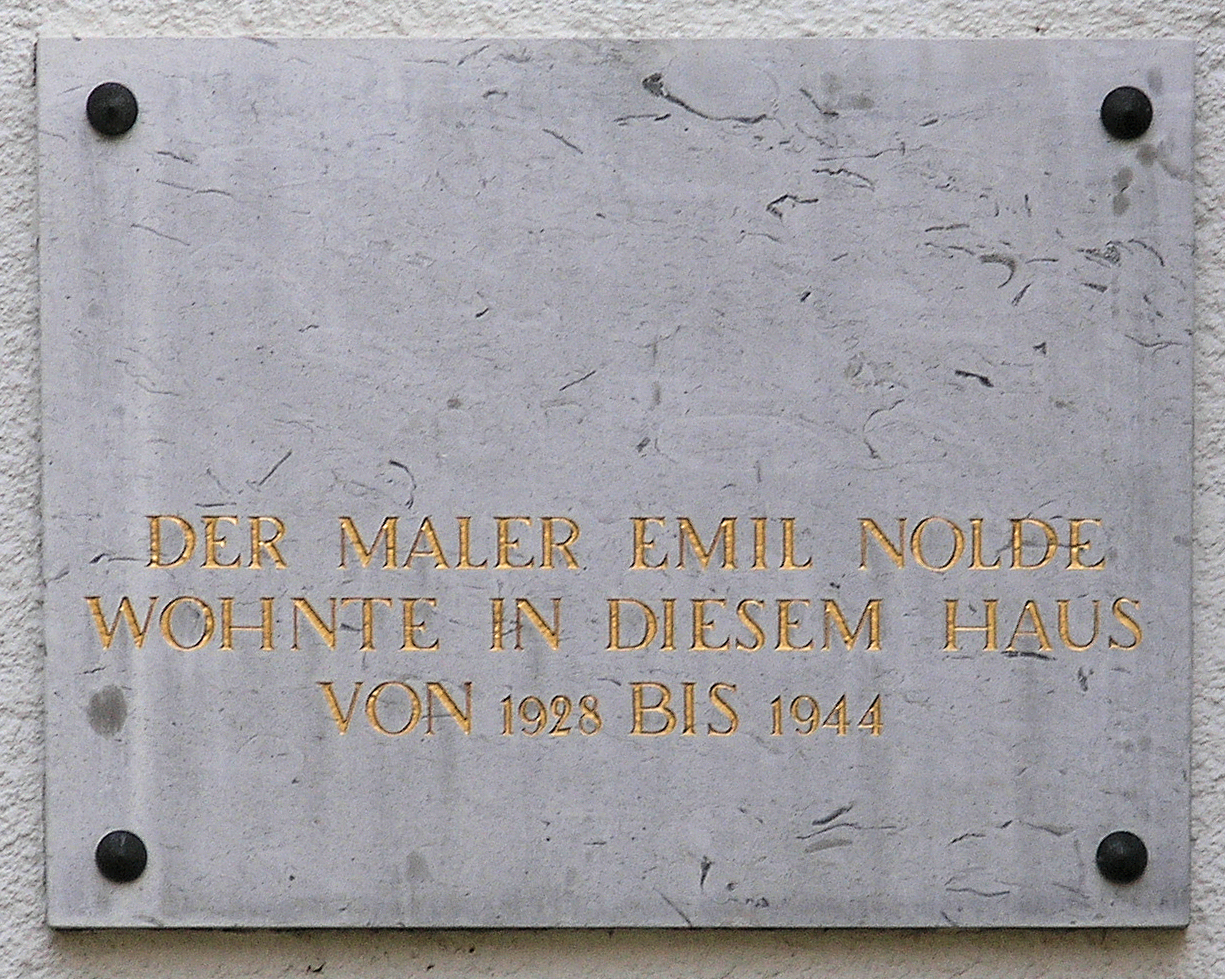
Placa a la seva casa de Berlín

Junts amb un grup d'artistes, el 18 d'agost del 1934 va signar un manifest al diari Völkischer Beobachter en favor de la concentració de tots els poders de la nació en la sola persona d'Adolf Hitler amb l'ocasió del referèndum sobre el cap d'estat del Reich. Sempre va ser un nazi convençut i no va dubtar en denunciar col·legues com Max Pechstein com a jueus. Sobre un dinar amb Hitler va escriure al seu amic Hans Fehr «Vam escoltar el Führer per primera vegada. El Führer és un gran home i noble en les seves aspiracions i un home d'acció genial.» Tot i el seu antisemitisme i pangermanisme, el 1941 els nazis van declarar la seva obra art degenerat. Va protestar a Joseph Goebbels contra la confiscació de la seva obra, «particularment perquè jo vaig ser quasi l'únic artista que des de l'inici del moviment nacionalsocialista he lluitat contra l'alienació de l'art alemany, contra l'impur comerç d'art i contra les intrigues del temps de Liebermann i Cassirer.» «Malgrat totes les accions recents contra mi, sempre vaig defensar amb plena convicció, sigui a Alemanya o a l'estranger, la gran causa del nacionalsocialisme. […] Lamento que avui només pocs recorden la meva lluita des del 1910 contra l'omnipotència dels jueus.»

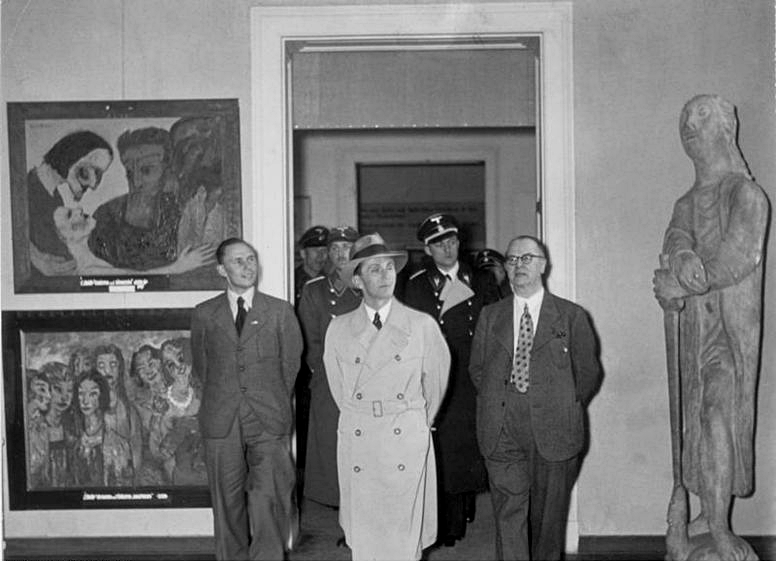
Joseph Goebbels a l'exposició «Art degenerat», el 1938 a Berlín. A l'esquerra, dues pintures d'Emil Nolde: Christus und die Sünderin i Die klugen und die törichten Jungfrauen

Els nazis van confiscar les seves obres, van destruir-ne una part i li van prohibir continuar pintant, tant en públic com en privat. No obstant això, va continuar produint aleshores unes mil tres-centes de petites aquarel·les i gravats expressionistes, que podia realitzar a casa i fàcilment amagar. Les va anomenar les seves «pintures no pintades». Després de la guerra va pintar uns d'aquests motius en format gran.
Als bombardejos de Berlín del 1944, a la seva casa, una altra part de les seves obres van ser destruïdes.

## Després de la guerra

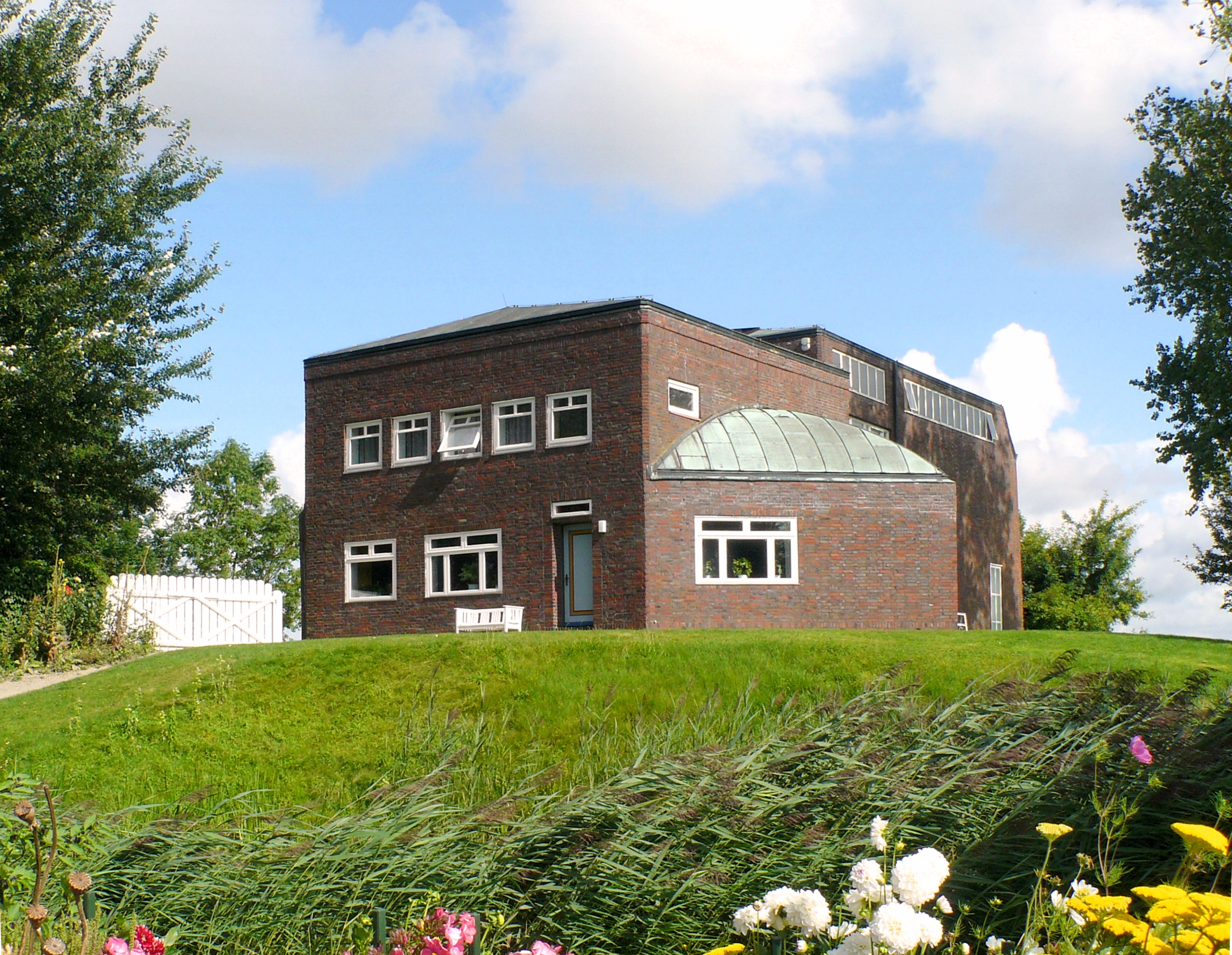
Casa Seebüll, el Museu Nolde

Després del 1945 va rebre molt de reconeixement. Continuava pintant i realitzant aquarel·les. Va participar en Documenta 1 el 1955. Pòstumament la seva obra va ser exposada en Documenta II (1959) i Documenta III (1964) a la ciutat de Kassel. El 1946 va morir la seva esposa. El 1948 va casar-se amb Jolanthe Erdmann, filla del compositor Eduard Erdmann.
Va morir el 13 d'abril del 1956 a Seebüll i va ser sebollit al jardí de la seva casa, al costat de la seva primera esposa.
La seva casa, el taller i el seu fons, van ser la base de la fundació Ada i Emil Nolde Seebüll, que va crear el 1946 i que va transformar en museu.